# Greenhousing
Greenhousing is een studioalbum van Radio Massacre International. Het is een cd-r uitgegeven via hun eigen platenlabel Northern Echo Recordings. Op dat label verschenen vanaf dan ofwel reguliere geperste compact discs ofwel gebrande cd-rs; het verschil zat in de uiteindelijke bedoeling van het album. Greenhousing verwijst naar The Greenhouse Studio, de geluidsstudio in Stockport. Het album bevat nummers die de band aan het repeteren was voor hun eerste tournee door de Verenigde Staten. Het liet tevens de band horen in een andere muziek dan strikt elektronische muziek. Toegevoegd zijn meer gitaar en basgitaar en voor het eerst ook drums, waardoor de muziek richting Hawkwind is opgeschoven. De band wilde nog niet zover gaan het nummer Silver machine van Hawkwind op het schijfje te zetten, maar zat daar niet ver van af.  

## Musici
- Steve Dinsdale, Duncan Goddard, Gary Houghton – synthesizers, gitaar, basgitaar, slagwerk

## Muziek
| Nr. | Titel                                                                           | Duur  |
| --- | ------------------------------------------------------------------------------- | ----- |
| 1.  | Osmosis                                                                         | 1:47  |
| 2.  | Shed out of light (part 1)                                                      | 11:34 |
| 3.  | Cold soup                                                                       | 6:18  |
| 4.  | Plasmolysis                                                                     | 5:48  |
| 5.  | God of electricity (slight return)                                              | 2:52  |
| 6.  | Shed of light (part 2)                                                          | 4:46  |
| 7.  | Not too long                                                                    | 6:39  |
| 8.  | Crossing the distance                                                           | 8:48  |
| 9.  | 3pm at the edge of the village in Claremont waiting for a train that never came | 17:52 |